# Paul Celan
Paul Celan (Cernăuţi, 23 de novembro de 1920 — Paris, 20 de abril de 1970),  pseudônimo de Paul Pessakh Antschel (em alemão) ou Paul Pessakh Ancel (em romeno)  foi um poeta, tradutor e ensaísta romeno radicado na França.

## Biografia

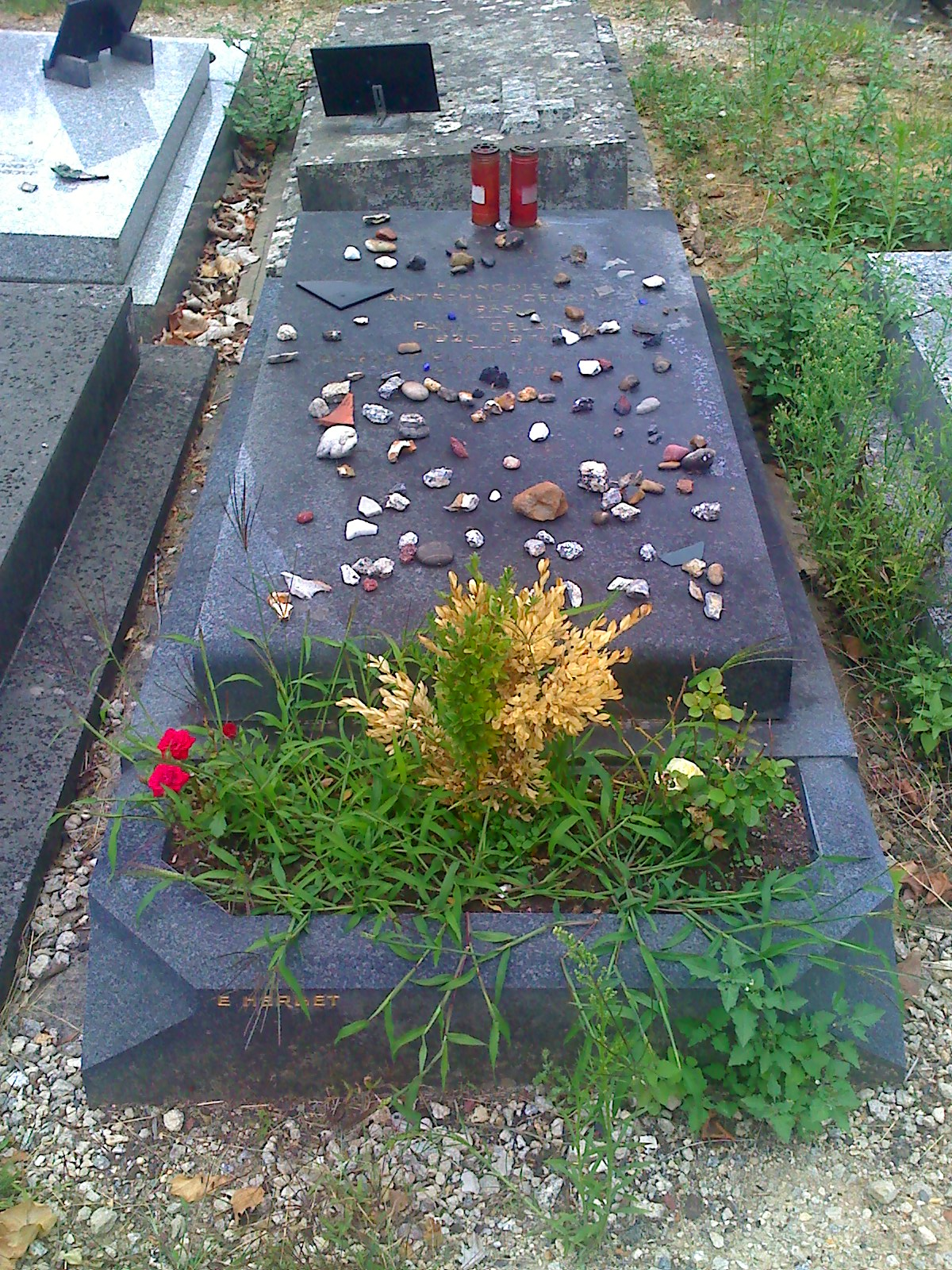
Sepultura de Paul Celan, no cemitério judeu de Thiais, na região de Paris.

Paul Pessakh  Antschel  nasceu em  Cernăuţi (à época chamada Czernowitz), que fora a capital da província da Bucovina. Até o fim da Primeira Guerra Mundial, a região pertencera  ao Império Austro-Húngaro, e, por isso, o alemão, ao lado do romeno, era a principal língua de comunicação da aristocracia cultural de origem judaica, à qual o poeta pertencia e que constituía quase a metade da população da cidade. Entre 1918 a 1939, Czernowitz foi predominantemente uma cidade judia de língua alemã, com uma produção literária expressiva, que se encerrou no fim da Segunda Guerra. Todavia, mesmo algum tempo depois de 1945, predominava ainda a língua alemã.
Celan traduziu mais de quarenta poetas, de diferentes línguas, inclusive o português Fernando Pessoa.
Sobrevivente do Holocausto, Celan é considerado um dos mais importantes poetas modernos de língua alemã.
Nos últimos anos de sua vida, apresentava tendências autodestrutivas, delírio persecutório e episódios de amnésia.
Suicidou-se por afogamento,  no rio Sena, em abril de 1970, aos 49 anos.